# ブレイデン・シップリー
ブレイデン・アレク・シップリー（Braden Alec Shipley, 1992年2月22日 - ）は、アメリカ合衆国オレゴン州ジャクソン郡メドフォード出身のプロ野球選手（投手）。現在は、フリーエージェント（FA）。右投右打。

## 経歴

### プロ入りとダイヤモンドバックス時代
2013年のMLBドラフト1巡目（全体15位）でアリゾナ・ダイヤモンドバックスから指名され、プロ入り。この年は傘下のA-級ヒルズボロ・ホップスでプロデビュー。A級サウスベンド・シルバーホークスでもプレーし、2球団合計で12試合に先発登板して0勝3敗、防御率4.99、40奪三振を記録した。
2014年はA級サウスベンド、A+級バイセイリア・ローハイド、AA級モービル・ベイベアーズでプレーし、3球団合計で22試合に先発登板して7勝8敗、防御率3.86、127奪三振を記録した。
2015年はAA級モービルでプレーし、28試合（先発27試合）に登板して9勝11敗、防御率3.50、118奪三振を記録した。
2016年は開幕をAAA級リノ・エーシズで迎え、19試合に先発登板して8勝5敗、防御率3.70、77奪三振を記録した。7月25日にメジャー契約を結んでアクティブ・ロースター入りし、同日のミルウォーキー・ブルワーズ戦で先発してメジャーデビュー（結果は5.1回を6失点で敗戦投手）。この年メジャーでは13試合（先発11試合）に登板して4勝5敗、防御率5.27、43奪三振を記録した。
2018年11月20日に40人枠外となった。
2019年オフの11月4日にFAとなった。

### ロイヤルズ傘下時代
2019年12月17日にカンザスシティ・ロイヤルズとマイナー契約を結び、2020年のスプリングトレーニングに招待選手として参加することになった。2020年は新型コロナウイルスの感染拡大によりマイナーリーグが開催されなかったため、公式戦に出場することなく8月31日に自由契約となった。

### レッズ傘下時代
2021年2月10日にシンシナティ・レッズとマイナー契約を結び、スプリングトレーニングに招待選手として参加することになった。開幕後はAAA級ルイビル・バッツに配属されたが、18試合に登板し1勝5敗、防御率7.07の成績に終わり、7月7日に自由契約となった。

### メキシカンリーグ時代
2021年7月21日にメキシカンリーグのモンクローバ・スティーラーズと契約した。3試合に登板し0勝2敗、防御率8.38の成績に終わり、8月7日に自由契約となった。

## 詳細情報

### 年度別投手成績
| 年 度    | 球 団    | 登 板 | 先 発 | 完 投 | 完 封 | 無 四 球 | 勝 利 | 敗 戦 | セ 丨 ブ | ホ 丨 ル ド | 勝 率 | 打 者 | 投 球 回 | 被 安 打 | 被 本 塁 打 | 与 四 球 | 敬 遠 | 与 死 球 | 奪 三 振 | 暴 投 | ボ 丨 ク | 失 点 | 自 責 点 | 防 御 率 | W H I P |
| -------- | -------- | ----- | ----- | ----- | ----- | -------- | ----- | ----- | -------- | ----------- | ----- | ----- | -------- | -------- | ----------- | -------- | ----- | -------- | -------- | ----- | -------- | ----- | -------- | -------- | ------- |
| 2016     | ARI      | 13    | 11    | 0     | 0     | 0        | 4     | 5     | 0        | 0           | .444  | 306   | 70.0     | 80       | 14          | 28       | 1     | 1        | 43       | 1     | 0        | 43    | 41       | 5.27     | 1.54    |
| 2017     | ARI      | 10    | 3     | 0     | 0     | 0        | 0     | 1     | 0        | 0           | .000  | 122   | 25.0     | 31       | 5           | 15       | 1     | 1        | 18       | 1     | 0        | 18    | 16       | 5.76     | 1.84    |
| 2018     | ARI      | 3     | 0     | 0     | 0     | 0        | 0     | 0     | 0        | 0           | ----  | 21    | 5.0      | 4        | 0           | 2        | 0     | 1        | 3        | 0     | 0        | 4     | 4        | 7.20     | 1.20    |
| MLB：3年 | MLB：3年 | 26    | 14    | 0     | 0     | 0        | 4     | 6     | 0        | 0           | .400  | 449   | 100.0    | 115      | 19          | 45       | 2     | 3        | 64       | 2     | 0        | 65    | 61       | 5.49     | 1.60    |

- 2019年度シーズン終了時

### 背番号
- 35（2016年）
- 34（2017年 - 2018年）